# السا رسپیگی
السا رسپیگی (انگلیسی: Elsa Respighi; ۲۴ مارس ۱۸۹۴ – ۱۷ مارس ۱۹۹۶) آهنگساز، نوازنده پیانو، نویسنده، و خواننده اپرا اهل ایتالیا بود. السا همسر اتورینو رسپیگی آهنگساز ایتالیایی بود.